# Seiberg-Witten-Gleichung
Die Seiberg-Witten-Gleichungen sind partielle Differentialgleichungen aus der Seiberg-Witten-Theorie in der theoretischen Physik. Ihre Lösungen heißen Monopole. In der Mathematik wird der Seiberg-Witten-Modulraum ihrer Lösungen zur Konstruktion der Seiberg-Witten-Invarianten verwendet. Beachtlicherweise führen diese zu stärkeren Resultaten als die Donaldson-Invarianten aus der Donaldson-Theorie, welche auf dem Modulraum der Lösungen der Yang-Mills-Gleichungen beruhen, obwohl die Seiberg-Witten-Gleichungen eine wesentlich einfachere Struktur haben. Eine wichtige Anwendung ist die Untersuchung exotischer glatter Strukturen, welche durch die partiellen Differentialgleichungen erfasst werden. Trotz der stärkeren Resultate der Seiberg-Witten-Invarianten gibt es diesbezüglich jedoch weiterhin ungelöste Probleme, wie etwa ob exotische Sphären in vier Dimensionen existieren.

## Grundlagen
Sei {\displaystyle M} eine kompakte, orientierbare Riemannsche 4-Mannigfaltigkeit. Jede solche Mannigfaltigkeit besitzt eine Spinc-Struktur. Diese lässt sich beschreiben als Hochhebung der klassifizierenden Abbildung {\displaystyle f\colon M\rightarrow \operatorname {BSO} (4)} ihres Tangentialbündels {\displaystyle TM=f^{*}\gamma _{\mathbb {R} }^{4}} zu einer Abbildung {\displaystyle {\widehat {f}}\colon M\rightarrow \operatorname {BSpin} ^{\mathrm {c} }(4)}, also sodass {\displaystyle f={\mathcal {B}}\phi \circ {\widehat {f}}} mit der kanonischen Projektion {\displaystyle \phi \colon \operatorname {Spin} ^{\mathrm {c} }(4)\rightarrow \operatorname {SO} (4)}. Speziell in vier Dimensionen gibt es einen exeptionellen Isomorphismus:
{\displaystyle \operatorname {Spin} ^{\mathrm {c} }(4)\cong \operatorname {U} (2)\times _{\operatorname {U} (1)}\operatorname {U} (2)\cong \left\{A^{\pm }\in \operatorname {U} (2)|\det(A^{-})=\det(A^{+})\right\}.}
Dadurch zerfällt die Spinc-Struktur {\displaystyle {\widehat {f}}\colon M\rightarrow \operatorname {BSpin} ^{\mathrm {c} }(4)} in zwei klassifizierende Abbildungen {\displaystyle {\widehat {f}}^{\pm }\colon M\rightarrow \operatorname {BU} (2)} mit {\displaystyle {\mathcal {B}}\det \circ f^{-}={\mathcal {B}}\det \circ f^{+}}. Diese erzeugen jeweils komplexe Ebenenbündel {\displaystyle W^{\pm }:=({\widehat {f}}^{\pm })^{*}\gamma _{\mathbb {C} }^{2}} mit gleichem Determinantenbündel {\displaystyle L:=\det(W^{-})=\det(W^{+})} und über die Whitney-Summe einem zugehörigen Spinorbündel {\displaystyle W=W^{-}\oplus W^{+}}. Da das Determinantenbündel die erste Chern-Klasse erhält, gilt {\displaystyle c_{1}(L)=c_{1}(W^{-})=c_{1}(W^{+})}. Jedoch verfügen {\displaystyle W^{-}} und {\displaystyle W^{+}} noch über die zweite Chern-Klasse, welche weitere Informationen enthält. Zudem entspricht dem komplexen Linienbündel {\displaystyle L} über das Rahmenbündel ein {\displaystyle \operatorname {U} (1)}-Hauptfaserbündel {\displaystyle \operatorname {Fr} _{\operatorname {U} }(L)}. Für dieses gilt:
{\displaystyle L\cong \operatorname {Fr} _{\operatorname {U} }(L)\times _{\operatorname {U} (1)}\mathbb {C} }
{\displaystyle {\underline {\operatorname {End} }}(L)\cong \operatorname {Ad} \operatorname {Fr} _{\operatorname {U} }(L)}
unter Verwendung des balancierten Produktes sowie des adjungierten Vektorbündels. Glatte Schnitte von {\displaystyle W^{-}}, deren Vektorraum mit {\displaystyle \Gamma ^{\infty }(W^{-})} oder kurz {\displaystyle \Gamma (W^{-})} notiert wird, werden antiselbstdual und glatte Schnitte von {\displaystyle W^{+}}, deren Vektorraum mit {\displaystyle \Gamma ^{\infty }(W^{+})} oder kurz {\displaystyle \Gamma (W^{+})} notiert wird, werden selbstduale Spinorfelder genannt.

## Ungestörte Gleichungen
Die Seiberg-Witten-Gleichungen sind Gleichungen für ein „selbstduales Spinorfeld“ {\displaystyle \phi } (d. h. einen Schnitt von {\displaystyle W^{+}}) und einen {\displaystyle U(1)}-Zusammenhang {\displaystyle A} auf dem Determinantenbündel {\displaystyle L}. Sie lauten:
{\displaystyle D^{A}\phi =0,}
{\displaystyle F_{A}^{+}+\tau (\phi )=0.}
Dabei bezeichnet {\displaystyle D^{A}} den Dirac-Operator des Zusammenhangs, {\displaystyle F_{A}} die Krümmungsform des Zusammenhangs, {\displaystyle F_{A}^{+}:={\frac {1}{2}}(F_{A}+F_{A}^{*})} ihren selbstdualen Anteil, und {\displaystyle \tau (\phi )} den spurfreien Anteil des Endomorphismus {\displaystyle \theta \to \langle \theta ,\phi \rangle \phi } von {\displaystyle W^{+}}.

## Gestörte Gleichungen
Für eine bzgl. der Riemannschen Metrik selbst-duale 2-Form {\displaystyle \eta \in \Omega ^{2,+}(M,i\mathbb {R} )} betrachtet man die gestörten Seiberg-Witten-Gleichungen
{\displaystyle D^{A}\phi =0,}
{\displaystyle F_{A}^{+}+\tau (\phi )+\eta =0.}